# فرودگاه فینکس دیر ولی
 فرودگاه فینکس دیر ولی (به انگلیسی: Phoenix Deer Valley Airport) یک فرودگاه همگانی بهره‌برداری هوایی با کد یاتا DVT است که یک باند فرود آسفالت دارد و طول باند آن ۲۴۹۸ متر است. این فرودگاه در شهر فینیکس کشور ایالات متحده آمریکا قرار دارد و در ارتفاع ۴۵۰ متری از سطح دریا واقع شده است.